# Manele
Manele – styl muzyczny będący mieszanką muzyki cygańskiej, orientalnej oraz współczesnej muzyki pop. Manele rozwija się na terenie Rumunii, choć pokrewne mu gatunki można spotkać również w Bułgarii (czałga), Serbii (turbofolk), Grecji (skyladiko), Albanii, Turcji oraz we Włoszech.

## Geneza
Manele narodziło się pod koniec lat 80. w południowej Rumunii, powoli zyskując popularność w pozostałych częściach kraju. Za kolebkę manele uważana jest bukareszteńska dzielnica biedoty Ferentari, zamieszkana głównie przez ludność cygańską. To tu powstały pierwsze surowe, acz nowatorskie interpretacje lokalnej muzyki, silnie zabarwione wschodnimi akcentami rodem z Turcji i Bliskiego Wschodu. Środowisko wykonawców i odbiorców manele szybko wytworzyło własną, specyficzną subkulturę. Manelişti (tak po rumuńsku nazywani są wykonawcy manele) znani są z zamiłowania do drogich samochodów, złotej biżuterii, ekstrawaganckiego ubioru oraz towarzystwa licznych młodych kobiet.
Maneliști są współczesną emanacją bogatej tradycji rumuńskich lautari, czyli zawodowych muzyków cygańskich, którzy uświetniali wszystkie ważniejsze uroczystości takie jak wesela, chrzciny, pogrzeby oraz zwykłe zabawy. Do dziś środowisko manele zdominowane jest przez wykonawców pochodzenia cygańskiego (romskiego), chociaż pozostaje ono otwarte na artystów „z zewnątrz” (przykładem są Costi Ioniță i Carmen Șerban). Tradycyjni muzycy cygańscy odrzucają jednak manele i traktują go jako gatunek podrzędny i zdegenerowany.

## Charakterystyka
W warstwie muzycznej główny nacisk położony jest na interpretację wokalną utworu. Wykorzystanie instrumentów muzycznych może ograniczać się do akompaniamentu syntezatora, często natomiast instrumentarium rozbudowane jest o skrzypce i akordeon.
W warstwie tekstowej utwory manele nawiązują przede wszystkim do tematyki miłości, seksu, pieniędzy i szeroko pojętej zabawy. Utwory manele krytykowane są za powszechność wulgaryzmów. Ponieważ manele nadal znajduje się w Rumunii poza tzw. oficjalnym obiegiem, większość manelişti tworzy we własnych małych studiach.
Manele spotyka się z ostrą krytyką ze strony rumuńskiej elity, w tym inteligencji i wykształconej klasy średniej. Główne zarzuty to prymitywność muzyki oraz niski poziom wykonawstwa. Na gruncie polskim analogicznie postrzegane jest np. disco polo. Większość rozgłośni radiowych i telewizyjnych bojkotuje wykonawców manele. Krytyka ta nie wpływa jednak na popularność gatunku, szczególnie wśród mniej zamożnej części społeczeństwa, zarówno na prowincji, jak i w dużych miastach.

## Wykonawcy
- Adrian Copilul Minune (Adi de Vito)
- Nicolae Guță
- Sandu Ciorbă
- Brandy
- Florin Salam(inne języki)
- Tavi de la Negrești
- Fero
- Bogdan de la Cluj
- Nico
- Copilul de Aur
- Carmen Șerban(inne języki)
- Florin Pește
- Adi de la Valcea(inne języki)
- Vali Vijelie(inne języki)
- Liviu Puștiu
- Cristian Rizescu(inne języki)
- Ștefan de la Bărbulești(inne języki)
- Costi Ioniță
- Dan Armeanca(inne języki)
- Laura Vass
- Costel Ciofu(inne języki)
- Don Genove
- Adriano
- Catalin Arabu
- Denisa Răducu
- Arabu de la Cluj
- Ionuț Cercel(inne języki)
- Florinel
- Cristi Dules